# Rafael Martín (basquetebolista)
Rafael Ricardo Martín Hassan (Cidade do Panamá, 12 de setembro de 1914 - Cidade do Panamá, 22 de abril de 2010) foi um basquetebolista espanhol .  Junto com Pedro Alonso Arbeleche, Emilio Alonso Arbeleche, Rafael Ruano, Armando Maunier e Cayetano Ortega jogou a primeira partida da história da seleção espanhola de basquete em 15 de abril de 1935 ante a seleção de basquete de Portugal. Pertencia ao clube América Madri. Participou no primeiro Campeonato Europeu de Basquete disputado em Suíça em 1935. Em dito torneio outorgaram-lhe o prêmio ao jogador mais valioso. Jogou quatro partidas com a seleção espanhola.